# Rui Pedro
Rui Pedro da Silva e Sousa (Castelo de Paiva, 20 maart 1998) is een Portugees voetballer die bij voorkeur als aanvaller speelt. Hij stroomde in 2017 door vanuit de jeugd van FC Porto.

## Clubcarrière
Rui Pedro speelde in de jeugd bij Sporting Paivense, FC Porto en Padroense FC. Op 24 januari 2015 debuteerde hij voor het tweede elftal van FC Porto in de Segunda Liga tegen União Oliveirense. Op 20 augustus 2016 maakte de aanvaller zijn eerste treffer in de Segunda Liga tegen Leixões SC. Op 3 december 2016 maakte Rui Pedro zijn opwachting in het eerste elftal in de competitiewedstrijd tegen SC Braga. Hij viel na 75 minuten in voor de Mexicaan Miguel Layún en maakte in de slotseconden het enige doelpunt van de wedstrijd.

## Clubstatistieken
| Seizoen | Club       | Competitie    | Competitie | Competitie | Beker | Beker | Internationaal | Internationaal | Totaal | Totaal |
| Seizoen | Club       | Competitie    | Wed.       | Dlp.       | Wed.  | Dlp.  | Wed.           | Dlp.           | Wed.   | Dlp.   |
| ------- | ---------- | ------------- | ---------- | ---------- | ----- | ----- | -------------- | -------------- | ------ | ------ |
| 2016/17 | FC Porto   | Primeira Liga | 9          | 2          | 3     | 0     | 1              | 0              | 13     | 2      |
| 2017/18 | → Boavista | Primeira Liga | 9          | 1          | 0     | 0     | —              | —              | 9      | 1      |
| Totaal  | Totaal     | Totaal        | 18         | 3          | 3     | 0     | 1              | 0              | 22     | 3      |

Bijgewerkt t/m 13 januari 2018

## Interlandcarrière
Rui Pedro kwam uit voor diverse Portugese nationale jeugdselecties. Hij debuteerde in 2017 in Portugal –20.